# Baho
Baho är en kommun i departementet Pyrénées-Orientales i regionen Occitanien i södra Frankrike. Kommunen ligger i kantonen Saint-Estève som tillhör arrondissementet Perpignan. År 2022 hade Baho 3 266 invånare.
På occitanska heter kommunen Baó.

## Administration

### Borgmästare
| Borgmästare          | Ämbetsperiod |
| -------------------- | ------------ |
|                      |              |
| Antoine Morat        | ? - 1815     |
| François Sauret fils | 1815 - ?     |
|                      |              |
| Guy Casadevall       | 1983 - 2008  |
| Patrick Got          | 2008 -       |

## Befolkningsutveckling
Antalet invånare i kommunen Baho
| Referens: INSEE |